# Ishemijsko - hemoragijski poremećaji kičmene moždine
Ishemijsko - hemoragijski poremećaji kičmene moždine jedan je od oblika vaskularnih lezija kičmene moždine. Karakteriše se prestankom funkcionisanja određenih grupa ćelija kičmene moždine (oštećenje nervnog parenhima), usled nedostatka hranljivih materija i/ili kiseonika. Nedostatak ovih materija se javlja kao posledica hemodinamskih poremećaja krvotoka usled začepljenja krvnih sudova ili usled njihovog prskanja i izliva krvi u spinalno tkivo ili ovojnice. S obzirom da nervne ćelije ne poseduju rezerve hranljivih materija i kiseonik, vrlo brzo dolazi do njihovog propadanja što se klinički manifestuje ispadom onih funkcija za čije su izvršenje ćelije kičmene moždine odgovorne.

## Oblici ishemije — hemoragije
| Oblici ishemije — hemoragije                | Klinička slika |
| ------------------------------------------- | --- |
| Prolazna ishemija kičmene moždine           | Manifestuje se prolaznom slabošću donjih ekstremiteta nakon napora. |
| Venski infarkt                              | Manifestuje se potkožnim, bolovima u leđima, trbuhu ili nogama. Postoji različit stepen motornog i senzitivnog deficita, ali bez dobro definsanog uzorka. Nivo ispada senzibiliteta je sličan kao onaj kod arterijskog ispada. |
| Poprečni infarkt kičmene moždine            | Karakteriše ga flacidna paraliza i potpuni gubitak senzibiliteta ispod nivoa lezije, sa disfunkcijom sfinktera. Motornoj paralizi često prethodi akutni spinalni ili radikularni bol, koji odgovara nivou lezije. Bol obično brzo splasne. Tetivni i trbušne refleksi su izgubljeni, uz pojavu vegetativnih poremećaja (sindrom kompletne lezije kičmene moždine). |
| Intramedularna krvarenja (haematomyelia)    | Mogu biti netraumatska i traumatska. Netraumatska haematomijelija se može javiti spontano ili pratiti Valsalva manevar. Najčešće se manifestuje kao dorzalni bolo u vidu iznenadnog napada, često sa radikularnom distribucijom. Sledi trenutni gubitak mišićnog tonusa ispod nivoa lezije i sfinkterijalna disfunkcija. Kako se krv akumulira, tako proces zahvata uzlazne puteve. Obično više bočno postavljeni delovi spinotalamičkog puta su sačuvani. U tim slučajevima osećaj je sačuvan u sakralnim dermatomima. |
| Spinalni epiduralni ili subduralni hematomi | Veoma su retki, s tim da je epiduralni hematom četiri puta češći od subduralnog. Može im prethoditi lumbalna punkcija, kada se izvodi u bolesnika koji uzimaju antikoagulanse. Ponekad se dogode nakon naprezanja ili Valsalva manevra. Kod bolesnika sa koagulacionim poremaćajima, hematom se može pojaviti spontano. Manifestuju se intenzivnom lokalnim bolom ponekad sa radikularnom distribucijom. Poton nastaje različit stepen slabosti, senzornih i sfinkternih disfunkcija, obično simetrično.                |
| Spinalno subarahnoidno krvarenje            | Obično se manifestuje bolom u leđima, sa radikularnim zračenjem. Javlja se opistotonus i različita slabost ekstremiteta. Meningealni znaci mogu biti prisutni. |

## Dijagnoza
Dijagnoza ishemijsko - hemoragijski poremećaji kičmene moždine postavlja se na osnovu: anamneze kliničkog neuroškog pregleda, slikovnih metoda i laboratorijskih testova

### Slikovne metode
U okviru nuroradiologije koriste se sledeće slikovne metode:
Kompjuterska tomografija (CT)
CT skener, osim što pruža detaljni prikaz koštane anatomije kičmenih pršljenova, takođe se koristi za CT angiografiju, što omogućava vizuelizaciju pacijentove bolesti u odnosu na složene vaskularne strukture oko kičmene moždine. 
3D CT skener koristi se za kreiranje 3D prikaza kičmene anatomije kao što bi se videlo u operativnoj sali, što omogućava poboljšano preoperativno planiranje i veću sigurnost neurohirurške procedure.
 
Magnetna rezonantna tomografija (MR)
Ova slikovna metoda omogućava, uz primenu najsavremenijih softvera i protokol izuzetno detaljan prikaz kičmene moždine, kičme i diskova
Funkcionalna MR
Funkcionalna MR e napredna tehnika koja se široko koristi u slikanju mozga, ali se sada može primeniti i na kičmi. Nerutinske sekvence se koriste za identifikaciju uobičajenih kliničkih problema kičmene moždine i vertebralnih spletova, kao što su ishemija, mijelopatija, povreda i infekcija.
Pozitronska emisijska tomografija (PET)
Dva PET skenerska tomografija se koriste u dijagnostici i lečenju promena izazvanih kičmenim tumorima.

## Spoljašnje veze
|  | Molimo Vas, obratite pažnju na važno upozorenje u vezi sa temama iz oblasti medicine (zdravlja). |